# Saul Roseman
Saul Roseman (* 9. März 1921 in Brooklyn, New York City; † 2. Juli 2011) war ein US-amerikanischer Biochemiker an der Johns Hopkins University in Baltimore, Maryland.

## Leben
Roseman erwarb 1941 am City College of New York in New York City einen Bachelor in Chemie und an der University of Wisconsin sowohl einen Master als auch – nach Ableistung des Militärdienstes als Infanterist im Zweiten Weltkrieg in Europa – 1948 bei Karl Paul Link einen Ph.D. mit einer Arbeit über Cumarine und über Dicarbonsäure-Ester der Glucose. Als Postdoktorand arbeitete er bei Albert Dorfman an der University of Chicago über Glykosaminoglykane. 1953 wurde Roseman Assistant Professor an der University of Michigan in Ann Arbor, zuletzt hatte er dort eine ordentliche Professur inne. 1959 arbeitete er als Gastforscher (Sabbatical) beim späteren Nobelpreisträger Har Gobind Khorana. Ab 1965 war Roseman Professor für Biochemie an der Johns Hopkins University in Baltimore, Maryland, wo er von 1969 bis 1973 und von 1988 bis 1990 die Leitung der gesamten Abteilung für Biologie innehatte. Erst kurz vor seinem Tod war Roseman 90-jährig in den Ruhestand gegangen.
Roseman war verheiratet. Seine Frau Martha Roseman, die unter anderem die Position eines Dekans für akademische Beratung an der Johns Hopkins University innehatte, starb nur wenige Wochen nach Saul Roseman. Das Paar hatte drei Kinder. Rosemans Schwiegersohn, Ronald Schnaar ist Professor an der Johns Hopkins University School of Medicine.

## Wirken

Phosphotransferasesystem

Roseman und Mitarbeiter konnten die korrekte Struktur der N-Acetylneuraminsäure (einer Sialinsäure) aufklären und die ersten sechs bekannten Sialyltransferasen charakterisieren. Insgesamt hat Roseman grundlegende Arbeiten zur Biosynthese komplexer Kohlenhydrate (Zucker), ihrer Bedeutung in der Zellinteraktion und dem Transport von Zuckern in die Zelle hinein leisten. Roseman entwickelte eine verbesserte Methode zur Synthese der Zuckeranteile von Nukleotiden. Er entdeckte 1964 das Phosphotransferasesystem als Mechanismus der Gruppentranslokation – eine Form des Membrantransports bei Bakterien. Über das System wird auch die Aufnahme anderer Substrate und Chemotaxis zu ihnen hin reguliert. Außerdem spielt das System eine Rolle bei der Regulation der Transkription (Biologie) bestimmter Operone.

## Auszeichnungen (Auswahl)
- 1971 Mitglied der American Academy of Arts and Sciences[3]
- 1972 Mitglied der National Academy of Sciences
- 1974 Rosenstiel Award (gemeinsam mit H. Ronald Kaback)[4]
- 1981 Gairdner Foundation International Award[5]
- 1984 Ehrendoktorat der Universität Lund
- 1993 Karl Meyer Award der Society for Glycobiology